# Купичівська сільська рада
| Купичівська сільська рада — сільська рада у Турійському районі Волинської області з адміністративним центром у селі Купичів. Сільській раді підпорядковані населені пункти: - с. Купичів - с. Нири - с. Свинарин - с. Чорніїв |

## Склад ради
Рада складається з 16 депутатів та голови.

### Керівний склад ради
| ПІБ                             | Основні відомості                                                 | Дата обрання | Дата звільнення |
| ------------------------------- | ----------------------------------------------------------------- | ------------ | --------------- |
| Лещенко Олександр Володимирович | Сільський голова, 1968 року народження, освіта                    | 26.03.2006   | 31.10.2010      |
| Кость Сергій Михайлович         | Сільський голова, 1961 року народження, освіта вища, безпартійний | 31.10.2010   |                 |

Примітка: таблиця складена за даними джерела

## Загальні відомості
Історична дата утворення: в 1939 році.
В Купичівській сільській раді працює 2 школи: 1 неповна середня і 1 середня, 2 клуби, 2 бібліотеки, 3 медичних заклада, 2 відділення зв'язку, 2 АТС по 100 номерів, 19 торговельних закладів[джерело?].
Всі села сільської ради газифіковані, крім с.Нири[джерело?]. Дороги здебільшо з ґрунтовим покриттям[джерело?].
На території сільської ради проходить Автошлях Т 0311 Седлище-Горохів та Автошлях Т 0309 Дубечне-Піддубці .

## Населення
Згідно з переписом УРСР 1989 року чисельність наявного населення сільської ради становила 1683 особи, з яких 776 чоловіків та 907 жінок.
За переписом населення України 2001 року в сільській раді мешкали 1603 особи.

### Мова
Розподіл населення за рідною мовою за даними перепису 2001 року:
| Мова       | Відсоток |
| ---------- | -------- |
| українська | 99,40 %  |
| російська  | 0,54 %   |
| білоруська | 0,06 %   |